# Salomón de Zamora
Salomón, també anomenat Salomar per Gil González Dávila i altres autors, fou un religiós lleonès, que fou bisbe de Zamora aproximadament entre el 985 i el 986. Fou el darrer dels primers bisbes de Zamora, abans de l'atac musulmà sobre la ciutat perpetrat per Almansor, interrompent la successió episcopal de Zamora fins entrat el segle xi.
No hi ha gaires notícies sobre aquest bisbe. La seva signatura apareix subscrivint un document de donació del rei Beremund II de Lleó al monestir de Celanova l'1 de gener de 986, segons Fernando Fulgosio aquests anys és possiblement la seva darrera aparició, si bé Enrique Flórez, i altres autors que el segueixen, allarguen el seu pontificat fins a l'any 990. No obstant això, cal tenir en compte que aquell mateix any Almansor inicia les seves campanyes sobre els regnes cristians, Zamora es converteix en un dels objectius, la qual acaben perdent els lleonesos davant de l'atac musulmà. L'ordre episcopal es trenca, però es desconeix si Salomón va sobreviure o va fugir de la ciutat, si bé no es té més constància documental seva després de l'atac. Tanmateix, Enrique Flórez va considerar que després de Salomón venia sant Atilà, i que aquest no havia estat el primer bisbe de Zamora, sinó que, de fet, fou el darrer de la primera època entre el 990 i el 1009, però altres autors antics no consideren aquesta opció o la matisen, i tampoc ho fan els més actuals, com José María Monsalvo, que afirma que totes les versions del tumbo de Celanova donen el 907 com a data d'aparició del bisbe Atila o Atilà.